# Kamil Wojtkowski
Kamil Wojtkowski (Sokołów Podlaski, 1997. február 26. –) lengyel korosztályos válogatott labdarúgó, a Motor Lublin játékosa.